# Pisciotta
Pisciotta är en ort och kommun i provinsen Salerno i regionen Kampanien i Italien. Kommunen hade 2 628 invånare (2017).